# Kupé (tidning)
Kupé är en tidning som ges ut av SJ AB och finns gratis ombord på tågen.
Magasinet utkommer tio gånger per år och har 264 000 läsare, i en upplaga av 120 000 exemplar. Tidningen produceras av Klintberg Nilehn. Chefredaktör är Tobbe Lundell och ansvarig utgivare Monica Berglund. 
I tidningen ryms både intervjuer med kända personer, tips om olika resmål och den populära spalten Fråga Lokföraren.

## Fotnoter
1. ↑  Räckviddsrapport Arkiverad 20 december 2016 hämtat från the Wayback Machine. Orvesto konsument 6 oktober 2016